# Zygfryd Gross
Zygfryd Gross (ur. 28 października 1896 w Tyśmienicy, zm. wiosną 1940 w Katyniu) – kapitan intendent Wojska Polskiego, działacz niepodległościowy, ofiara zbrodni katyńskiej.

## Życiorys
Syn Grzegorza urodzony w Tyśmienicy, w ówczesnym powiecie tłumackim Królestwa Galicji i Lodomerii. Był wyznania mojżeszowego. W roku szkolnym 1913/14 uczęszczał razem z Marianem Kauferem i Henrykiem Nowosielskim do klasy Va c. k. Wyższej Szkoły Realnej w Stanisławowie. 25 sierpnia 1914 wstąpił do Legionów Polskich. Służył w 4. kompanii 3 pułku piechoty. Walczył w Karpatach i na Wołyniu jako kapral.
W 1922 roku został zweryfikowany w stopniu porucznika ze starszeństwem z dniem 1 czerwca 1919 roku i 85. lokatą w korpusie oficerów rezerwowych administracji, dział gospodarczy. Jako oficer rezerwy zatrzymany w służbie czynnej, pełnił służbę w Kierownictwie Rejonu Intendentury Baranowicze, pozostając oficerem nadetatowym Okręgowego Zakładu Gospodarczego Nr 9 w Brześciu. Następnie został przemianowany na oficera zawodowego w stopniu porucznika ze starszeństwem z dniem 1 lipca 1919 roku w korpusie oficerów administracji, dział gospodarczy. W latach 1932–1939 był zarządcą Składnicy Materiału Intendenckiego Nr 22 w Baranowiczach. 12 marca 1933 został mianowany kapitanem ze starszeństwem z dniem 1 stycznia 1933 i 2. lokatą w korpusie oficerów administracji, grupa oficerów administracji intendentury. Z dniem 15 sierpnia 1933 roku został przeniesiony do korpusu oficerów intendentów.
W kampanii wrześniowej wzięty do niewoli radzieckiej, osadzony w Kozielsku. Między 3 a 5 kwietnia 1940 przekazany do dyspozycji naczelnika smoleńskiego obwodu NKWD – lista wywózkowa z 5.04.1940. Został zamordowany między 4 a 7 kwietnia 1940 przez NKWD w lesie katyńskim. Jego dokumentacja 27 listopada 1940 znajdowała się w Pierwszym Specjalnym Dziale NKWD ZSRR w związku z korespondencją nadchodzącą do jeńców od osób zamieszkałych na terenie Ukraińskiej Republiki ZSRR. Krewni do 1945 poszukiwali informacji przez Biuro Informacji i Badań Polskiego Czerwonego Krzyża w Warszawie. 
5 października 2007 minister obrony narodowej Aleksander Szczygło mianował go pośmiertnie na stopień majora. Awans został ogłoszony 9 listopada 2007, w Warszawie, w trakcie uroczystości „Katyń Pamiętamy – Uczcijmy Pamięć Bohaterów”.

## Ordery i odznaczenia
- Krzyż Niepodległości - 9 listopada 1931 roku „za pracę w dziele odzyskania niepodległości”[14][15][16]
- Krzyż Walecznych czterokrotnie[17]
- Srebrny Krzyż Zasługi - 1938 „za zasługi na polu pracy społecznej”[18]
- Krzyż Kampanii Wrześniowej – pośmiertnie 1 stycznia 1986[19]